# Annibal Benévolo (Schiff)
Die Annibal Benévolo war ein 1905 in Dienst gestelltes Passagierschiff, das ursprünglich der brasilianischen Reederei Companhia de Navegação Cruzeiro do Sul und ab 1910 der Companhia de Navegação Lloyd Brasileiro gehörte, für die es 32 Jahre lang Passagiere und Fracht transportierte. Sie war eines von fünf brasilianischen Handelsschiffen, die Mitte August 1942 innerhalb von 48 Stunden von dem deutschen U-Boot U 507 ohne Vorwarnung vor der brasilianischen Küste versenkt wurden. Dabei starben insgesamt 607 Menschen, davon 150 auf der Annibal Benévolo. Dieses Ereignis hatte zur Folge, dass Brasilien dem Deutschen Reich am 22. August 1942 den Krieg erklärte. 

## Das Schiff
Das 1.905 BRT große Dampfschiff wurde 1905 als Jupiter von der Hamburger Werft Reiherstieg Schiffswerft und Maschinenfabrik AG für die brasilianische Reederei Companhia de Navegação Cruzeiro do Sul mit Sitz in Santos gebaut und im April 1905 fertiggestellt. Das Schiff war 82,0 Meter lang, 11,5 Meter breit und hatte einen maximalen Tiefgang von 3,51 Metern. Es wurde als Passagier- und Frachtschiff eingesetzt. Die Jupiter wurde von Doppelpropellern angetrieben und fuhr bei einer durchschnittlichen Reisegeschwindigkeit von 12 Knoten. Die Dreifachexpansions-Dampfmaschinen erreichten eine Leistung von 156 nhp. 
1910 wurde das Schiff von der Companhia de Navegação Lloyd Brasileiro gekauft. Dies war eine seit 1890 existierende Schifffahrtsgesellschaft mit Sitz in Rio de Janeiro, die Passagier- und Frachtverkehr in brasilianischen Küstengewässern und dem Amazonasbecken betrieb. Sie war auch als Lloyd Brasileiro bekannt. Rio de Janeiro wurde der neue Heimathafen des Dampfers. 1914 sank der Dampfer vor Santa Catarina, wurde aber gehoben und wieder instand gesetzt. Das Schiff wurde drei Mal umbenannt: 1917 in Ruy Barbosa, 1923 in Commandante Alvim und 1931 schließlich in Annibal Benévolo.

## Die Versenkung
Mitte August 1942 befand sich die Annibal Benévolo auf einer weiteren Überfahrt von Salvador da Bahia im Bundesstaat Bahia nach Aracaju im Bundesstaat Sergipe. An Bord befanden sich 71 Besatzungsmitglieder und 83 Passagiere, insgesamt 154 Menschen. Das Kommando hatte Kapitän Henrique Jacques Mascarenhas da Siveira. 
Am Sonntag, dem 16. August, wurde die Annibal Benévolo von U 507 gesichtet. U 507 war ein deutsches U-Boot des Typs IX C, das sich unter dem Kommando von Korvettenkapitän Harro Schacht auf Feindfahrt befand. Das Schiff befand sich etwa 15 Meilen vom Land entfernt auf der Höhe der Mündung des Flusses Rio Real, der Grenze der Bundesstaaten Bahia und Sergipe. Die Annibal Benévolo war ein unbewaffnetes Handelsschiff eines neutralen Staates, doch Schacht an Bord von U 507 entschied sich trotzdem zum Angriff. 
Um 09.13 Uhr schlugen zwei Torpedos von U 507 in das Heck und den Maschinenraum der Annibal Benévolo ein. Das Schiff ging fast sofort unter. Nur der Kapitän und drei weitere Mannschaftsmitglieder überlebten, indem sie sich an Trümmer klammerten und schließlich bei Estância an Land kamen. Die übrigen 67 Besatzungsmitglieder und alle 83 Passagiere kamen durch die Versenkung ums Leben. Die Annibal Benévolo sank auf der Position 11.41S 37.21W. 

## Folgen
Am selben Tag versenkte U 507 noch einen weiteren Passagierdampfer der Companhia de Navegação Lloyd Brasileiro, die Baependy (270 Tote) sowie die Araraquara (131 Tote) des Lloyd Nacional. Am Folgetag, dem 17. August 1942, versenkte er zwei weitere brasilianische Schiffe anderer Reedereien, wodurch weitere 56 Menschen umkamen. 
Die Versenkung von fünf uneskortierten, nicht bewaffneten Handelsschiffen einer neutralen Nation innerhalb von 48 Stunden mit insgesamt 607 Todesopfern führte zur Kriegserklärung Brasiliens an das Deutsche Reich am 22. August 1942.